# Young Man Mose
| Recensione | Giudizio |
| ---------- | -------- |
| AllMusic   | [ 1 ]    |

Young Man Mose è il terzo album discografico di Mose Allison, pubblicato dalla casa discografica Prestige Records nel giugno del 1958.

## Tracce
Lato A
1. Somebody Else Is Taking My Place – 4:03 (Richard Howard, Bob Ellsworth, Russ Morgan)
2. Don't Get Around Much Any More – 2:47 (Duke Ellington)
3. Bye Bye Blues – 3:19 (Bert Lown, Chauncey Gray)
4. How Long Has This Been Going On – 4:07 (George Gershwin)
5. I Told Ya I Love'd Ya, Now Get Out – 4:42 (Johnny Frigo, Herb Ellis, Lou Cater)

Lato B
1. Baby Let Me Hold Your Hand – 3:15 (Ray Charles)
2. Stroll – 3:55 (Mose Allison)
3. I Hadn't Anyone Till You – 2:31 (Ray Noble)
4. My Kind of Love – 3:50 (Faye Siegel (Mose Allison))
5. Sleepy Time Gal – 5:23 (Richard A. Whiting, Ange Lorenzo, Joseph Reed Alden)

- Brano: Don't Get Around Much Any More attribuito al solo Duke Ellington, generalmente il testo è accreditato a Bob Russell e la musica a Duke Ellington
- Brano: Bye Bye Blues attribuito sul disco come Lawn-Gray, riferendosi evidentemente a Bert Lown e Chauncey Gray, su vinile della Esquire Records (versione UK) viene attribuito a Hann, Bennett, Lown, Gray.
- Brano: How Long Has This Been Going On, attribuito al solo George Gershwin, generalmente il testo è attribuito a Ira Gershwin e la musica a George Gershwin
- Brano: I Told Ya I Love'd Ya, Now Get Out sul vinile è assegnato come Fergo-Ellis-Cater, Fergo in realtà risulta un errore di stampa e si riferisce a Johnny Frigo
- Brano: My Kind of Love attribuito a Faye Siegel (pseudonimo usato da Mose Allison), su vinile della Esquire Records (versione UK) il brano è attribuito alla coppia di autori Alter e Trent

## Musicisti
- Mose Allison - pianoforte
- Mose Allison - pianoforte, voce (brani: Don't Get Around Much Any More / Baby Let Me Hold Your Hand / I Hadn't Anyone Till You)[4]
- Mose Allison - tromba (brano: Stroll)[4]
- Addison Farmer - contrabbasso
- Nick Stabulas - batteria[5]